# ناحیه هندرسون، میشیگان
ناحیه هندرسون (به انگلیسی: Henderson Township) یک منطقهٔ مسکونی در ایالات متحده آمریکا است که در شهرستان وکسفورد، میشیگان واقع شده‌است.
 ناحیه هندرسون ۹۳٫۶ کیلومتر مربع مساحت و ۱۷۶ نفر جمعیت دارد و ۴۱۴ متر بالاتر از سطح دریا واقع شده‌است.